# De Jacht Op het Kasteel
De Club van Sinterklaas & De Jacht op het Kasteel is het tiende seizoen van De Club van Sinterklaas. Dit seizoen bestond uit 25 afleveringen, die werden uitgezonden tussen 2 november en 4 december 2009. Is het vervolg op De Club van Sinterklaas - De Grote Onbekende, en wordt gevolgd door De Club van Sinterklaas & Het Geheim van de Speelgoeddokter.

## Verhaal
Muziekpiet heeft één favoriete lekkernij: makreeltompouces. Wanneer Het Taartenpaleis van Sjef en Vrekking failliet gaat, moet Muziekpiet het zonder restaurant en gebakjes stellen. Welk toeval treft de situatie net? De oven in de keuken van de Sint is kapot, waardoor Keukenpiet manschappen tekortkomt. Waar zijn voorganger altijd genoeg manschappen had, is Keukenpiet niet berekend op deze tegenvaller. Hiermee treft het tweetal geluk en mag het zakenduo hun intrek nemen in het kasteel. Welk paard van Troje de Pietenclub hiermee binnenhaalt beseffen zij nog niet, maar zeker is al wel dat de Pieten alles op alles moeten zetten om deze fout ongedaan te maken.

## Rolverdeling
- Sinterklaas - Bram van der Vlugt
- Coole Piet Diego - Harold Verwoert
- Testpiet - Beryl van Praag
- Hoge Hoogte Piet - Tim de Zwart
- Profpiet - Piet van der Pas
- Muziekpiet - Wim Schluter
- Hokuspokuspiet - Hugo Konings
- Hulppiet - Titus Boonstra
- Kluspiet - Michiel Nooter
- Keukenpiet - Frans de Wit
- Vrekking - Laus Steenbeeke
- Sjef - Edo Brunner
- Supermarktmanager - Harry Piekema

## Titelsong
De titelsong van dit seizoen is Ooh oh heejoo, gezongen door Coole Piet Diego (Harold Verwoert). Ook dit seizoen is er een zelfstandige videoclip van de titelsong die alleen te zien is buiten de afleveringen, namelijk tijdens reclameblokken op zender RTL 4 en clipzenders en -programma's als TMF. Opnamelocaties zijn een soort kerk (refrein) en het kasteel van Sinterklaas (couplet) en Pietendanseressen sieren het filmpje weer met dansmanoeuvres. De titelsong is uitgebracht op single en op compilatiealbum Het Beste van De Club van Sinterklaas 2009.

## Trivia
- In 2013 wordt de tiende reeks getiteld De Jacht op het Kasteel herhaald in een bewerking: met een nieuwe leader; ditmaal zonder Coole Piet Diego en met Coole Piet Talentpiet. Aangepast aan de stijl van de bioscoopreeks, zonder af te wijken van de vormgeving van de televisieserie: Talentpiet is slechts alleen te horen in de leader, terwijl alle visuele scènes met Diego zijn weggeknipt. Uitzending vindt plaats op RTL 8 en de nieuwe titelsong heet De Jacht op het Kasteel.